# Nova Zembla Island
Nova Zembla Island är en ö i Kanada.   Den ligger i territoriet Nunavut, i den nordöstra delen av landet, 3 000 km norr om huvudstaden Ottawa. Arean är 44 kvadratkilometer.
Terrängen på Nova Zembla Island är kuperad. Öns högsta punkt är 835 meter över havet. Den sträcker sig 7,9 kilometer i nord-sydlig riktning, och 9,3 kilometer i öst-västlig riktning.